# عبدالله عبدالله
عبدالله عبدالله (زادهٔ ۱۴ سنبله ۱۳۳۹) سیاستمدار اهل افغانستان است. وی در دوره جمهوری اسلامی افغانستان در سمت‌های وزیر پیشین امور خارجه و رئیس اجراییه افغانستان فعالیت کرده است. وی هم‌اکنون ریاست شورای عالی مصالحه ملی را بر عهده دارد. عبدالله وزیر امور خارجه دولت حامد کرزی بین سال‌های ۱۳۸۰ تا ۱۳۸۴ بود. او در انتخابات ریاست جمهوری ۱۳۹۳ بر اساس نتایج ابتدایی با حدود ۳۰ درصد آرا؛ بالاترین میزان آرا را به خود اختصاص داده و همراه محمداشرف غنی به دور دوم انتخابات راه یافته بود و با توجه به رای پایین در دور دوم، در نهایت با یک معامله سیاسی میان او و محمداشرف غنی قدرت میان‌شان تقسیم گردید و سمت ریاست اجرایی را عهده‌دار شد. عبدالله در انتخابات ریاست‌جمهوری ۱۳۹۸ نیز حضور یافت و پس از اعتراض به نتایج انتخابات و برگزاری مراسم تحلیف، بار دیگر توافق دیگری را با محمد اشرف غنی به امضا رساند که در نتیجه این توافقنامه وی سمت ریاست شورای عالی مصالحه ملی که از نظر تشریفات و پروتکل در مسایل مربوط به مصالحه ملی جایگاه مقام دوم کشور را دارا می‌باشد را بر عهده گرفت. عبدالله از یاران نزدیک احمد شاه مسعود بود. او در دوران نبرد با طالبان، به‌عنوان سخنگوی ائتلاف شمال شناخته می‌شد.

## زندگی

### کودکی و تحصیلات ابتدایی
عبدالله عبدالله در شهریور/سنبله سال ۱۳۳۹ در شهر کابل در منطقهٔ کارته پروان در غرب کابل به دنیا آمد. پدرش از شهر قندهار و مادرش اهل پنجشیر بودند. غلام محیی‌الدین خان پدرش از مردم پشتون قندهار بود و در دولت ظاهر شاه از مقامات عالیرتبه بود و از طرف ظاهرشاه به عنوان سناتور ولایت قندهار انتخاب شده بود مادر وی تاجیک‌تبار بود. عبدالله هفت خواهر و یک برادر داشته و کودکی‌اش در کابل و پنجشیر گذشت.
عبدالله تحصیلات ابتدایی خود را در مدرسه غازی محمد ایوب خان به پایان برد و در سال ۱۳۵۵ از «لیسه (دبیرستان) نادریه» فارغ‌تحصیل شد و در سال ۱۳۵۶ وارد دانشکده پزشکی دانشگاه کابل گردید. در سال ۱۳۶۲ تحصیلات خود را به پایان رسانیده و تا سال ۱۳۶۳ در بیمارستان نورِ کابل به عنوان چشم‌پزشک مشغول خدمت بود. در سال ۱۳۶۳ به پاکستان پناهجو شد و تا سال ۱۳۶۴ در بیمارستان سید جمال‌الدین افغانی شهر پیشاور مشغول خدمت به پناهجویان افغانستان بود.
سخنگوی پیشین جبهه ملی مقاومت افغانستان فهیم دشتی خواهر زاده عبدالله عبدالله است.

### تحصیلات دانشگاهی و طبابت
در سال ۱۳۶۴ وارد جبهه جنگ دربرابر نظامیان شوروی گردید و در نخست فعالیت خود را با فعال کردن یک کلینیک پزشکی به منظور رسیدگی و درمان زخمی‌های جهاد آغاز نمود و به عنوان سرپرست بهداشت جبهه پنجشیر و سپس به عنوان مشاور و همکار احمد شاه مسعود تا آزادی کابل مشغول خدمت بود. او از سال ۱۳۷۱ تا ۱۳۷۵ در کابل به عنوان رئیس دفتر و سخنگوی وزارت دفاع ملی و در سال ۱۳۷۶ به عنوان معاون/دستیار وزارت خارجه فعالیت نمود. همچنین او در سال ۱۳۷۸ سرپرستی وزارت امور خارجه دولت اسلامی افغانستان را به عهده داشت.

### وزارت خارجه
پس از شکست طالبان در سال ۱۳۸۰ در اداره موقت و بعد در دوره انتقالی، مسئولیت وزارت امور خارجه را به عهده داشت.

### زندگی شخصی
عبدالله عبدالله در سال ۱۳۷۲ با بانو فخریه عبدالله ساکن اصلی ولسوالی/شهرستان غوربند ولایت/اُستان پروان ازدواج نمود. آنها پس از سقوط کابل به دست طالبان رهسپار پنجشیر گردیدند و پس از مدتی همراه با خانواده به شهر دهلی نو در کشور هندوستان رفتند و مدتی در آنجا زندگی کردند. آنها ۳ دختر و ۱ پسر دارند. عبدالله به زبان‌های پشتو، فارسی و انگلیسی تسلط و همچنین به زبان‌های عربی و فرانسوی تا حدودی آشنایی دارد.

## افغانستان معاصر

### انتخابات ریاست‌جمهوری ۱۳۸۸
عبدالله عبدالله یکی از نامزدهای انتخابات ریاست‌جمهوری افغانستان در سال ۱۳۸۸ بود. معاونین وی در این انتخابات را همایون شاه آصفی و چراغعلی چراغ تشکیل می‌داد.
برهان الدین ربانی رهبر جمعیت اسلامی افغانستان، جنرال داوود داوود معاون وزارت داخله، عطا محمد نور والی ولایت بلخ و اعضای رهبری جمعیت با وصف کاندیدا بودن مارشال فهیم به‌عنوان معاون اول حامد کرزی از حامیان مهم دکتور عبدالله عبدالله بودند
در دور اول این انتخابات توانست ۱٬۴۰۶٬۲۴۲ رأی که ۳۰٫۵۹٪ کل آراء می‌شد را کسب کند. در ابتدا حامد کرزی ۵۵ درصد اعلام شد، اما با بررسی تقلب در انتخابات، آراء کرزی به زیر ۵۰ درصد رسید و قرار شد انتخابات به دور دوم کشیده شود، اما عبدالله در اعتراض به عملکرد نادرست حکومت و کمیسیون مستقل انتخابات، از حضور در دور دوم انتخابات انصراف داد و در نتیجه آن حامد کرزی به عنوان رئیس‌جمهور انتخاب شد.

### انتخابات ریاست‌جمهوری ۱۳۹۳
عبدالله عبدالله به‌عنوان نامزد رسمی جبهه ملی افغانستان برای شرکت در انتخابات ریاست جمهوری این کشور در اوت ۲۰۰۹ معرفی شد و نیز یکی از نامزدان ریاست جمهوری افغانستان در سال ۱۳۹۳ بود، که با اعلان نتایج آن انتخابات در دور دوم با اخذ حدود ۴۳٪ آرا از محمداشرف غنی عقب ماند، عبدالله عبدالله اعتبار کمیسیون مستقل انتخابات را زیر سؤال برد که باعث ایجاد بن‌بست طولانی در انتخابات افغانستان شد. سرانجام عبدالله عبدالله در تاریخ ۷ مهر به عنوان رئیس اجرایی و محمداشرف غنی به عنوان رئیس‌جمهور اعلام شد. جبهه ملی افغانستان بزرگ‌ترین تشکل سیاسی مخالف دولت حامد کرزی به‌شمار می‌رود.

### انتخابات ریاست‌جمهوری ۱۳۹۸
وی در انتخابات ریاست‌جمهوری ۱۳۹۸ به همراه عنایت‌الله بابر فرهمند به عنوان معاون اول و اسدالله سعادتی به عنوان معاون دوم خود را نامزد این دوره از انتخابات معرفی کرد. شعار تیم وی در این دوره «ثبات و همگرایی» است و وعده تغییر ساختار ریاستی به نخست‌وزیری و تعدیل قانون اساسی را داده است. عبدالله عبدالله پس از اعتراض به نتایج انتخابات و برگزاری مراسم تحلیف، بار دیگر توافق دیگری را با محمد اشرف غنی به امضا رساند که در نتیجه این توافقنامه وی سمت «ریاست شورای عالی مصالحه ملی» که از نظر تشریفات و پروتکل در مسایل مربوط به مصالحه ملی جایگاه مقام دوم کشور را دارا می‌باشد را بر عهده گرفت.